# Ernst Gamillscheg (Romanist)
Ernst Gamillscheg (* 28. Oktober 1887 in Neuhaus, Österreich-Ungarn; † 18. März 1971 in Göttingen) war ein österreichischer Romanist.

## Leben und Wirken
Gamillscheg wurde 1909 in Wien bei Wilhelm Meyer-Lübke über Die romanischen Elemente in der deutschen Mundart von Lusern (Halle an der Saale 1912) promoviert und habilitierte sich nach Studienaufenthalten in Paris bei Jules Gilliéron und Mario Roques im Jahr 1913 mit Studien zur Vorgeschichte einer romanischen Tempuslehre (Wien 1913; Tübingen 1970). Zu seinen Forschungsgebieten gehörte schon früh die Rumänistik. Schon 1914 hatte er Studienreisen nach Rumänien unternommen und beschäftigte sich seither mit oltenischen Mundarten. Im Ersten Weltkrieg zum Kriegsdienst in der Österreich-Ungarischen Armee herangezogen und schwer verwundet, wurde er nach der Genesung 1916 nach Innsbruck berufen, zunächst als außerordentlicher, ab 1919 als ordentlicher Professor für Romanische Philologie.
1925 folgte er einem Ruf an die Universität Berlin. 1936 wurde er als ordentliches Mitglied in die Preußische Akademie der Wissenschaften aufgenommen. Seit 1938 war er korrespondierendes Mitglied der Bayerischen Akademie der Wissenschaften.
Von 1940 bis 1944 war Gamillscheg Präsident des Deutschen Wissenschaftlichen Instituts (DWI) in Bukarest, das er mit seinen Schülern Günter Reichenkron und Ernst Erwin Lange-Kowal sowie dem Germanisten Hermann Schneider leitete, und zugleich Gastprofessor an der Universität Bukarest. Durch diese Stellung erwarb er sich einen Namen als bedeutender Vertreter der deutschen Rumänistik. Als Zweigstellen waren dem DWI sogenannte Lektorate in zahlreichen rumänischen Städten angeschlossen, die als Zentren für NS-Propaganda dienten und Kurse und Schulungen mit zentral von der Leitung erstellten Lehrmaterialien durchführten.
1946 wurde Gamillscheg an die Universität Tübingen berufen und dort 1956 emeritiert. Seine 1950 in einer Abhandlung entwickelte These, wonach das Baskische aus der Verschmelzung einer ligurischen mit einer iberischen Bevölkerung infolge hypothetischer Umsiedlungen im Nordwesten Hispaniens unter König Leovigild im 6. Jahrhundert hervorgegangen sei, stieß in der Forschergemeinde auf Kopfschütteln und wird heute nicht mehr vertreten.
Sein Sohn Franz Gamillscheg war ein bekannter deutscher Rechtswissenschaftler.

## Auszeichnungen
1935 wurde Ernst Gamillscheg das Komturkreuz des Sterns von Rumänien verliehen. 1939 erhielt er von Adolf Hitler das Treudienst-Ehrenzeichen 2. Stufe (für 25-jährige Dienste).

## Veröffentlichungen (Auswahl)
- Etymologisches Wörterbuch der französischen Sprache, 2 Bände. Heidelberg 1926–1929 (2., neu bearbeitete Aufl. 1966–1969); Neuausgabe 1997, ISBN 3-8253-0501-5.
- Romania Germanica, 3 Bände. Berlin 1934, 1935 und 1936 (Band 1: 2., neu bearbeitete Auflage 1970)
- Immigrazioni germaniche in Italia. Verlag H. Keller, Leipzig 1937.
- Über die Herkunft der Rumänen. Akademie der Wissenschaften, Berlin 1940.
- Romanen und Basken (= Abhandlungen der Akademie der Wissenschaften und der Literatur. Geistes- und sozialwissenschaftliche Klasse. Jahrgang 1950, Band 2). Verlag der Akademie der Wissenschaften und der Literatur in Mainz (in Kommission bei Franz Steiner Verlag, Wiesbaden).
- Diderots Neveu de Rameau und die Goethesche Übersetzung der Satire (= Abhandlungen der Akademie der Wissenschaften und der Literatur. Geistes- und sozialwissenschaftliche Klasse. Jahrgang 1953, Band 1). Verlag der Wissenschaften und der Literatur in Mainz (in Kommission bei Franz Steiner Verlag, Wiesbaden).
- Französische Bedeutungslehre. Tübingen 1951.
- Historische französische Syntax. Tübingen 1957.
- Streifzüge auf dem Gebiet der Bedeutungslehre (= Abhandlungen der Akademie der Wissenschaften und der Literatur. Geistes- und sozialwissenschaftliche Klasse. Jahrgang 1958, Band 5).
- Ausgewählte Aufsätze. Band 2, Tübingen 1962.

## Literatur

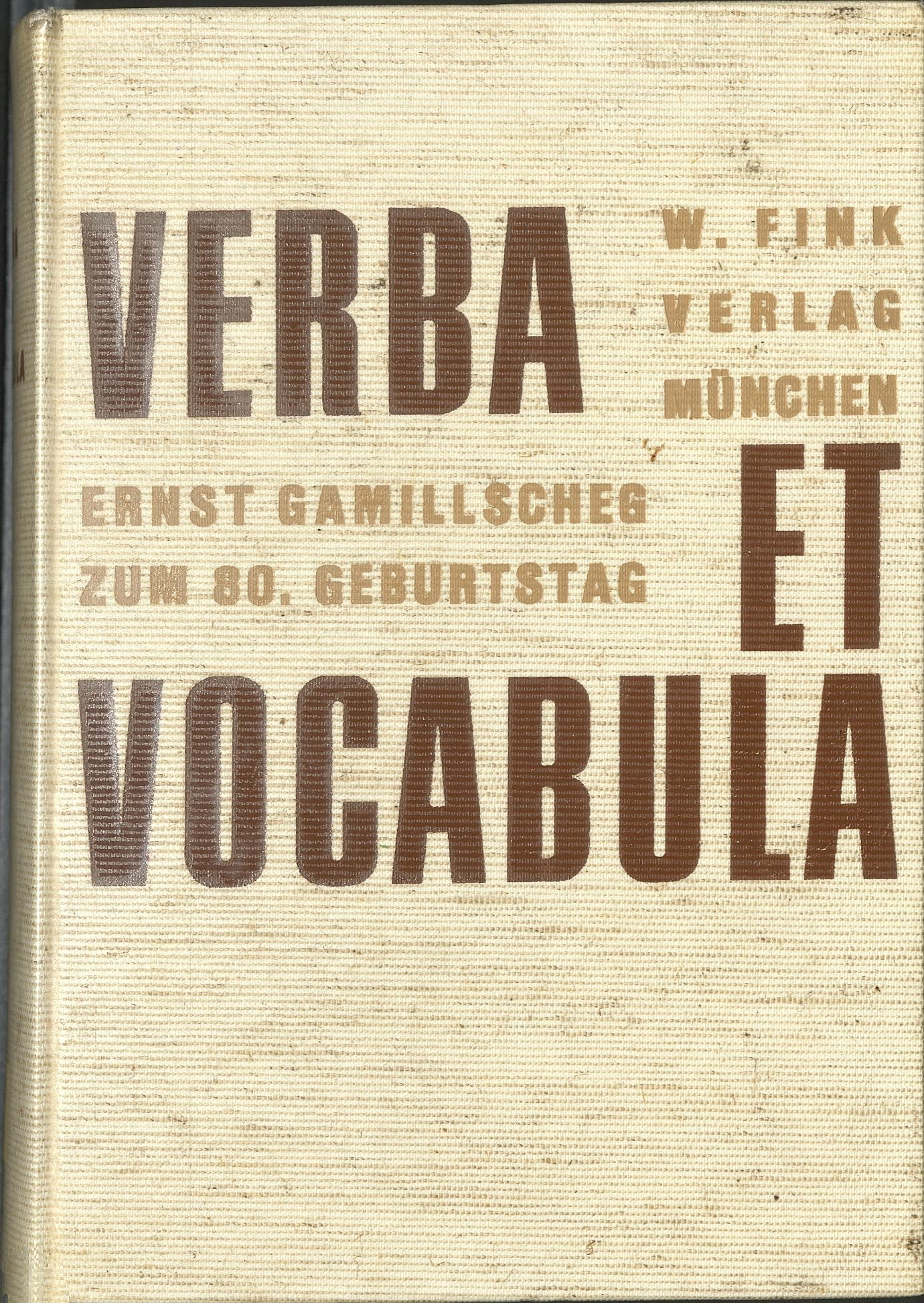
Verba et vocabula (1968)